# Segundo Livro de Crónicas
Segundo Livro de Crónicas é a segunda colectânea de crónicas do escritor português António Lobo Antunes, publicado em 2002.